# Oceania Rugby Women's Championship 2016
Oceania Rugby Women's Championship 2016 fu l'edizione inaugurale del campionato oceaniano di rugby a 15 femminile.
Organizzato da Oceania Rugby, si tenne a Suva, capitale delle Figi, in gara unica il 5 novembre 2016, tra la formazione di casa e quella di Papua Nuova Guinea.
Il torneo fu parte del percorso di qualificazione alla Coppa del Mondo 2017, in quanto la squadra vincitrice del torneo sarebbe stata ammessa a uno spareggio asiatico / oceaniano in programma a Hong Kong nel dicembre successivo.
La partita fu vinta nettamente da Figi 37-10: Papua Nuova Guinea tenne il campo fino a circa il decimo minuto della ripresa quando Figi conduceva ancora 13-10 ma il prosieguo del secondo tempo vide un monologo della squadra di casa che mise a segno 24 punti senza replica.
Figi fu quindi la prima squadra a iscrivere il suo nome del palmarès della competizione e laurearsi campione oceaniana, nonché a continuare il cammino nelle qualificazioni alla Coppa del Mondo.

## L'incontro
| Arbitro: | Alan Aioluptota |

|                                                                        |      |                      |
| Lawedrau 19’ Bulikiobo 33’ Deku 53’ Rokouono 62’ Vakaloloma 78’, 80+3’ | mt   | 22’ Lagona 48’ Kaore |
| Rokouono 53’, 80+3’                                                    | tr   |                      |
| Rokouono 11’                                                           | c.p. |                      |